# Corsia

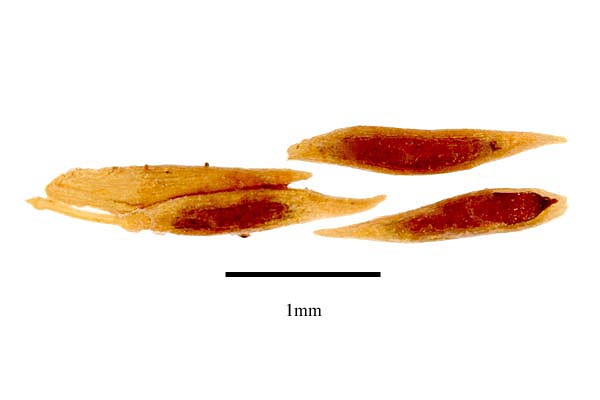
Owoce Corsia ornata

Corsia Becc. – rodzaj wieloletnich, myko-heterotroficznych, ziemnopączkowych roślin bezzieleniowych z rodziny korsjowatych, obejmujący 25 gatunków, występujących w Melanezji i stanie Queensland w Australii, gdzie zasiedlają wilgotne i zacienione miejsca.

## Morfologia
PokrójDrobne rośliny bezzieleniowe.
ŁodygaKrótkie, płożące się kłącze, z którego wyrasta kilka nierozgałęzionych pędów naziemnych o długości do 40 cm, koloru bladoczerwonego lub różowawego.
LiścieRośliny tworzą naprzemianlegle od 3 do 7 zredukowanych, jajowatych liści o długości do 5 cm.
KwiatyKwiat pojedynczy, obupłciowy, protandryczny, 6-pręcikowy, wyrastający z wierzchołka pędu. Okwiat złożony z 6 listków, 2 zewnętrznych i 4 wewnętrznych. Listki zewnętrzne położone górno-dolnie. Górny listek duży, szeroko jajowaty, szpatułkowaty lub kończykowaty, wyprostowany, ze zgrubieniem u nasady.  Listki wewnętrzne nitkowate, lancetowate lub jajowate. Pręciki z krótkimi nitkami. Zalążnia dolna, synkarpiczna, zbudowana z 3 owocolistków, z 3 parietalnymi łożyskami. 3 szyjki słupków zrośnięte w jeden, z 3 pasmami, z których każde prowadzi do innego łożyska, zakończone 3 wolnymi, włosowatymi znamionami.
OwoceTrójklapowe torebki. Nasiona drobne, pylaste, wrzecionowate, liczne, z wielokomórkowym zarodkiem.
GenetykaLiczba chromosomów 2n = 18 (dla dwóch gatunków: C. cornuta i C. clypeata).

## Systematyka
Pozycja systematyczna według Angiosperm Phylogeny Website (aktualizowany system APG IV z 2016)Należy do rodziny korsjowatych (Corsiaceae), w rzędzie liliowców (Liliales) zaliczanych do jednoliściennych (monocots).
Gatunki
- Corsia acuminata L.O.Williams
- Corsia arfakensis Gibbs
- Corsia boridiensis P.Royen
- Corsia brassii P.Royen
- Corsia clypeata P.Royen
- Corsia cordata Schltr.
- Corsia cornuta P.Royen
- Corsia crenata J.J.Sm.
- Corsia cyclopensis P.Royen
- Corsia dispar D.L.Jones & B.Gray
- Corsia haianjensis P.Royen
- Corsia huonensis P.Royen
- Corsia lamellata Schltr.
- Corsia merimantaensis P.Royen
- Corsia ornata Becc.
- Corsia papuana P.Royen
- Corsia purpurata L.O.Williams
- Corsia pyramidata P.Royen
- Corsia resiensis P.Royen
- Corsia torricellensis Schltr.
- Corsia triceratops P.Royen
- Corsia unguiculata Schltr.
- Corsia viridopurpurea P.Royen
- Corsia wiakabui (W.N.Takeuchi & Pipoly) D.L.Jones & B.Gray
- Corsia wubungu P.Royen